# Тенгери
Тенге́ри (власна назва вонг тенгер, яван. Wong Tengger, індонез. Orang Tengger) — народ в Індонезії, на острові Ява; вважається субетнічною групою яванців, яка розвинула власні унікальні культурні традиції.

## Розселення, мова, історія
Живуть окремими групами в горах масиву Тенгер у провінції Східна Ява. Близько 30 сіл тенгерів розташовані на півдні округу Пасуруан (індонез. Kabupaten Pasuruan), поблизу вулкану Бромо. Тенгерські села є також в округах Проболінго (індонез. Kabupaten Probolinggo), Маланг (індонез. Kabupaten Malang) та Лумаджанг (індонез. Kabupaten Lumajang).
Говорять тенгерським діалектом яванської мови, який зберігає деякі архаїчні риси. Крім того, в ньому зовсім відсутні рівні мови, характерні для решти яванців. Користуються також яванською та індонезійською мовами.
Тенгери є потомками яванців часів Маджапагіту. Після переходу більшості населення Яви в XV—XVI ст. на іслам тенгери зберегли індуїзм в умовах ізольованих внутрішніх гірських районів острова. У XX ст. ізоляція народу скінчилася, й тенгери поступово асимілюються яванцями.

## Господарство
Основне заняття тенгерів — ручне підсічно-вогневе землеробство. На гірських терасах вирощують кукурудзу, капусту, картоплю, моркву, тютюн, таро, цибулю, полуницю. Деякі з цих культур стали культивуватись у часи голландського колоніального панування в Індонезії. Рис на таких висотах не росте. Воду до селищ та на поля підводять із гір бамбуковими трубами. Тримають курей, кіз, у невеликій кількості коней, свиней, буйволів. Традиційні ремесла: обробка металів, деревини, гончарство, ткацтво, плетіння.

## Побут
Села тенгерів розташовані на гірських схилах, мають лінійне планування. Хати стоять рядами на різних рівнях, близько одна до одної, утворюючи тераси. В центрі села розташовуються громадські будівлі: храм, громадська зала, державні установи, школа, дитячий садочок, медичні заклади, магазини. В більших селах є базари.
Хати наземні, однокамерні, прямокутні в плані, мають каркасно-стовпову конструкцію. Основним будівельним матеріалом є бамбук. Дах криють драницею, черепицею. Хати ставлять фасадом до вулкану Бромо.
По центру хати знаходиться вогнище, навпроти входу — домашній вівтар. Для голови сім'ї та для одруженої дочки завісами відділяють окремі «кімнати».
Єдині меблі в тенгерській хаті — бамбукові лавки. Вночі на них сплять, коли приходять гості, лавки посувають до вогнища.
Одяг не відрізняється від яванського, поширюється європейський костюм.
Тенгери відомі як старанні хлібороби й звикли важко працювати. Все їхнє життя здається лише роботою. З шостої години ранку вони вже йдуть у поле, а повертаються додому ближче до вечора. Дружина готує вечерю для родини.
Крім наполегливої праці, тенгери відзначаються доброзичливим характером, вони бояться робити погані вчинки, зокрема крадіжки, тому що над ними висить «закон карми». Вони вірять, що коли вкрадуть чужі речі, згодом утратять більше.
Дівчаток з дитинства залучають до допомоги матері у виконанні робіт, якими повинна володіти жінка: приготування їжі, шиття тощо. Тенгерські матері дуже переймаються, раптом прийде молодий чоловік і попросить руки доньки, а та ще не вміє готувати.

## Суспільство
У тенгерів зберігається розширена сім'я, яка спільно веде господарську діяльність. Проте кожна нуклеарна сім'я зазвичай живе в окремій хаті.
Система спорідненості двобічна — як за батьківською, так і за материнською лінією.
Шлюбні звичаї мало чим відрізняються від яванських. Після одруження молодята зазвичай живуть у власній новій хаті, рідко коли вони залишаються в батьківській хаті надовго. В минулому тенгери нерідко одружувалися вже у віці 10-14 років.
Тенгерське суспільство відзначається рівністю, суттєвих відмінностей між соціальними верствами не помітно. Повагою користуються священники, сільські голови.
Зазвичай тенгери не бажають продавати землю іншим людям, та й взагалі їм не подобається, коли поруч живуть чужинці. В той же час вони нерідко визнають сторонніх членами своєї спільноти й навіть призначають їх старійшинами, але йдеться лише про почесне громадянство. Новими громадянами Тенгера ставали міністри уряду Індонезії, посли іноземних держав та інші офіційні особи. Вступаючи до громади тенгерів, особа проходить спеціальну церемонію інавгурації, під час якої вона має бути вдягнена в традиційний тенгерський одяг, при цьому місцевий священник звертається з відповідною молитвою-проханням до Всемогутнього Бога.

## Релігія

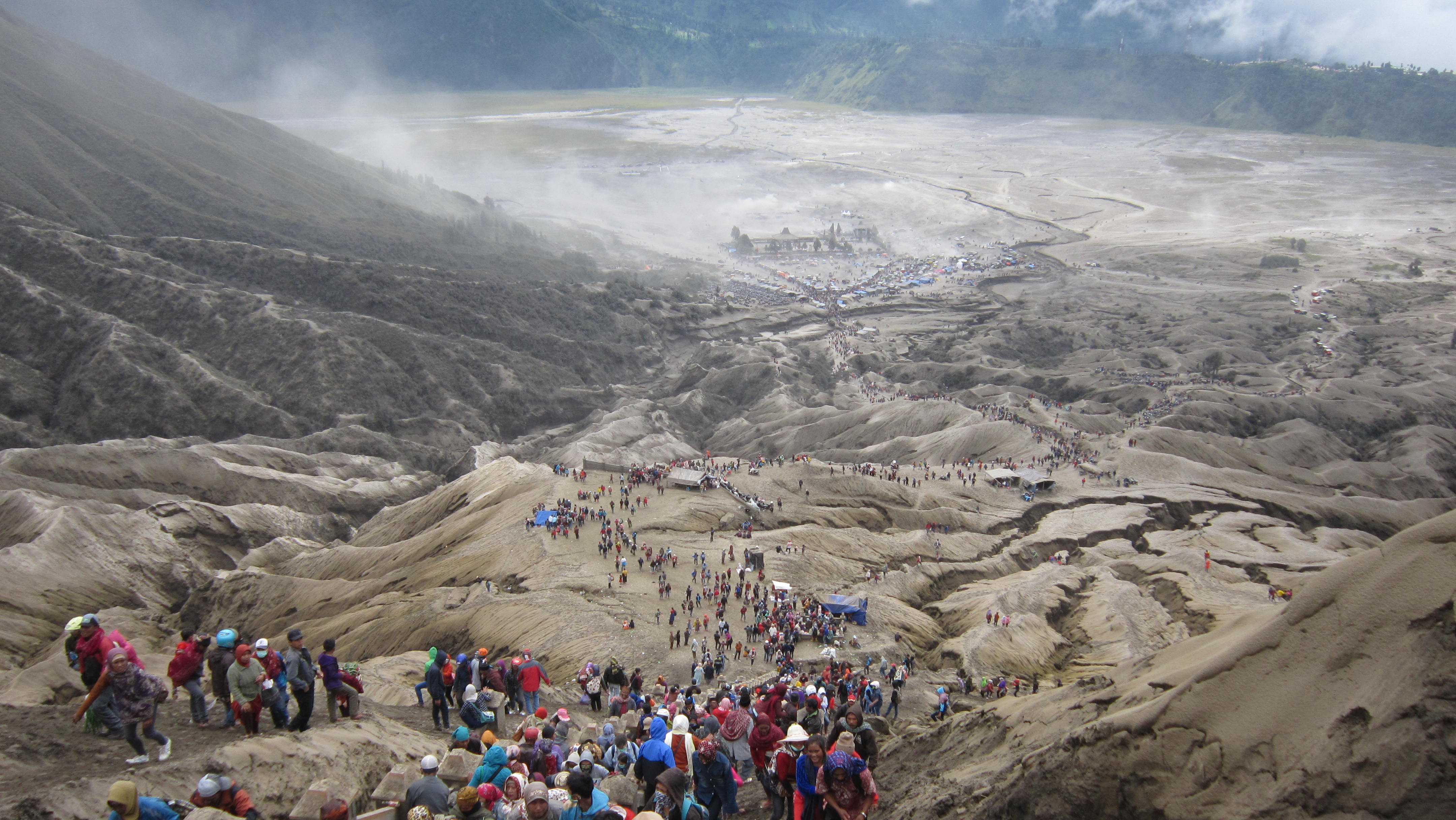
Традиційний підйом тенгерів на гору Бромо.

За релігією тенгери — індуїсти, але індуїзм у них сполучається з культом предків, буддизмом, анімістичними віруваннями. Тенгери мають свою священну книгу. Їхня віра містить закони карми, реінкарнації та мокші. Тенгери також вірять в існування різноманітних духів. Серед них даньянги — духовні істоти, які охороняють села чи певні місця. Їм поклоняються в місцях під назвою пунден, зазвичай розташованих під великим деревом або великим каменем. Дуже шанують духів предків засновників села, в повсякденному житті їм поклоняються в молитовних будівлях (сангар-пемуджаан).
Головним божеством вважається бог вогню Баторо Бромо (ім'я походить від Брахма), що «живе» на вершині вулкану Бромо. Цей вулкан вважається символічним центром країни тенгерів. Щороку люди приносять жертви своєму богу. Це фінальний момент головного свята тенгерів — касада. У червні в кожному селі люди збираються на масову святкову ходу до вулкану Бромо. Спеціально на свято приїздять тенгери, що живуть поза межами рідних земель. У день, коли місяць буває у повні, надвечір ланцюжки людей з факелами та дарами на чолі із жерцями прямують до своєї священної гори, щоб уранці піднятись на її вершину. Після короткої молитви люди кидають у кратер вулкану свої дари — кури, кози, овочі, фрукти, квіти.
В рамках своїх вірувань протягом року тенгери проводять ряд колективних та індивідуальних церемоній. Час їхнього проведення визначається за місцевим календарем, що поділяє рік на 12 місяців. Найвідомішою є щорічна церемонія касада (касодо), що відбувається 14-го числа місяця Касодо, останнього місяця за тенгерським календарем. Ця церемонія зробила тенгерів добре відомими стороннім людям. На свято в гори Тенгер приїздить багато туристів.
Окрім касада, тенгери мають й інші церемонії. Дуже важливою для них і справді грандіозною є церемонія каро. До свята готують різноманітну їжу, прибирають у хатах, напередодні утримуються від споживання солодкого й солоного, а священники постують протягом трьох днів.